# Bloomington (wieś)
Bloomington – wieś w Stanach Zjednoczonych, w stanie Wisconsin, w hrabstwie Grant.